# Pittem
Pittem é um município belga na província de  Flandres Ocidental. O município compreende as vilas de Pittem e de Egem. Em 1 de Janeiro de 2006, o município tinha uma população de 6.599 habitantes, uma área total de 34,42 quilômetros quadrados, correspondendo a uma densidade populacional de 192 habitantes por km².

## Habitantes famosos
- Ferdinand Verbiest, cientista e missionário do século XVII